# Danh sách tiểu hành tinh: 13801–13900
| Tên                 | Tên đầu tiên | Ngày phát hiện       | Nơi phát hiện                      | Người phát hiện                                        |
| ------------------- | ------------ | -------------------- | ---------------------------------- | ------------------------------------------------------ |
| 13801 Kohlhase      | 1998 VP44    | 11 tháng 11 năm 1998 | Anderson Mesa                      | LONEOS                                                 |
| 13802 -             | 1998 WR3     | 18 tháng 11 năm 1998 | Kushiro                            | S. Ueda, H. Kaneda                                     |
| 13803 -             | 1998 WU10    | 21 tháng 11 năm 1998 | Socorro                            | LINEAR                                                 |
| 13804 Hrazany       | 1998 XK      | 9 tháng 12 năm 1998  | Kleť                               | M. Tichý, Z. Moravec                                   |
| 13805 -             | 1998 XN3     | 9 tháng 12 năm 1998  | Oizumi                             | T. Kobayashi                                           |
| 13806 Darmstrong    | 1998 XM6     | 8 tháng 12 năm 1998  | Kitt Peak                          | Spacewatch                                             |
| 13807 -             | 1998 XE13    | 15 tháng 12 năm 1998 | Caussols                           | ODAS                                                   |
| 13808 Davewilliams  | 1998 XG24    | 11 tháng 12 năm 1998 | Kitt Peak                          | Spacewatch                                             |
| 13809 -             | 1998 XJ40    | 14 tháng 12 năm 1998 | Socorro                            | LINEAR                                                 |
| 13810 -             | 1998 XU51    | 14 tháng 12 năm 1998 | Socorro                            | LINEAR                                                 |
| 13811 -             | 1998 XP92    | 15 tháng 12 năm 1998 | Socorro                            | LINEAR                                                 |
| 13812 -             | 1998 YR      | 16 tháng 12 năm 1998 | Oizumi                             | T. Kobayashi                                           |
| 13813 -             | 1998 YX      | 16 tháng 12 năm 1998 | Oizumi                             | T. Kobayashi                                           |
| 13814 -             | 1998 YG3     | 17 tháng 12 năm 1998 | Oizumi                             | T. Kobayashi                                           |
| 13815 Furuya        | 1998 YF7     | 22 tháng 12 năm 1998 | Hadano                             | A. Asami                                               |
| 13816 Stülpner      | 1998 YH27    | 29 tháng 12 năm 1998 | Drebach                            | J. Kandler                                             |
| 13817 Genobechetti  | 1999 RH39    | 8 tháng 9 năm 1999   | Catalina                           | CSS                                                    |
| 13818 Ullery        | 1999 RE92    | 7 tháng 9 năm 1999   | Socorro                            | LINEAR                                                 |
| 13819 -             | 1999 SX5     | 30 tháng 9 năm 1999  | Socorro                            | LINEAR                                                 |
| 13820 Schwartz      | 1999 VQ      | 1 tháng 11 năm 1999  | Fountain Hills                     | C. W. Juels                                            |
| 13821 -             | 1999 VE8     | 8 tháng 11 năm 1999  | Đài thiên văn Zvjezdarnica Višnjan | K. Korlević                                            |
| 13822 Stevedodson   | 1999 VV17    | 2 tháng 11 năm 1999  | Kitt Peak                          | Spacewatch                                             |
| 13823 -             | 1999 VO72    | 15 tháng 11 năm 1999 | Xinglong                           | Chương trình tiểu hành tinh Bắc Kinh Schmidt CCD       |
| 13824 Kramlik       | 1999 VG86    | 5 tháng 11 năm 1999  | Socorro                            | LINEAR                                                 |
| 13825 Booth         | 1999 VJ87    | 4 tháng 11 năm 1999  | Socorro                            | LINEAR                                                 |
| 13826 -             | 1999 WM      | 16 tháng 11 năm 1999 | Oizumi                             | T. Kobayashi                                           |
| 13827 -             | 1999 WK4     | 28 tháng 11 năm 1999 | Oizumi                             | T. Kobayashi                                           |
| 13828 -             | 1999 WL6     | 28 tháng 11 năm 1999 | Đài thiên văn Zvjezdarnica Višnjan | K. Korlević                                            |
| 13829 -             | 1999 WK18    | 29 tháng 11 năm 1999 | Višnjan Observatory                | K. Korlević                                            |
| 13830 ARLT          | 1999 XM7     | 4 tháng 12 năm 1999  | Fountain Hills                     | C. W. Juels                                            |
| 13831 -             | 1999 XD8     | 3 tháng 12 năm 1999  | Oizumi                             | T. Kobayashi                                           |
| 13832 -             | 1999 XR13    | 5 tháng 12 năm 1999  | Socorro                            | LINEAR                                                 |
| 13833 -             | 1999 XW13    | 5 tháng 12 năm 1999  | Socorro                            | LINEAR                                                 |
| 13834 -             | 1999 XU18    | 3 tháng 12 năm 1999  | Socorro                            | LINEAR                                                 |
| 13835 -             | 1999 XJ20    | 5 tháng 12 năm 1999  | Socorro                            | LINEAR                                                 |
| 13836 -             | 1999 XF24    | 6 tháng 12 năm 1999  | Socorro                            | LINEAR                                                 |
| 13837 -             | 1999 XF25    | 6 tháng 12 năm 1999  | Socorro                            | LINEAR                                                 |
| 13838 -             | 1999 XW26    | 6 tháng 12 năm 1999  | Socorro                            | LINEAR                                                 |
| 13839 -             | 1999 XF29    | 6 tháng 12 năm 1999  | Socorro                            | LINEAR                                                 |
| 13840 Wayneanderson | 1999 XW31    | 6 tháng 12 năm 1999  | Socorro                            | LINEAR                                                 |
| 13841 Blankenship   | 1999 XO32    | 6 tháng 12 năm 1999  | Socorro                            | LINEAR                                                 |
| 13842 -             | 1999 XR33    | 6 tháng 12 năm 1999  | Socorro                            | LINEAR                                                 |
| 13843 Cowenbrown    | 1999 XQ34    | 6 tháng 12 năm 1999  | Socorro                            | LINEAR                                                 |
| 13844 -             | 1999 XW34    | 6 tháng 12 năm 1999  | Socorro                            | LINEAR                                                 |
| 13845 Jillburnett   | 1999 XL63    | 7 tháng 12 năm 1999  | Socorro                            | LINEAR                                                 |
| 13846 -             | 1999 XV69    | 7 tháng 12 năm 1999  | Socorro                            | LINEAR                                                 |
| 13847 -             | 1999 XC74    | 7 tháng 12 năm 1999  | Socorro                            | LINEAR                                                 |
| 13848 Cioffi        | 1999 XD75    | 7 tháng 12 năm 1999  | Socorro                            | LINEAR                                                 |
| 13849 Dunn          | 1999 XN86    | 7 tháng 12 năm 1999  | Socorro                            | LINEAR                                                 |
| 13850 Erman         | 1999 XO88    | 7 tháng 12 năm 1999  | Socorro                            | LINEAR                                                 |
| 13851 -             | 1999 XB94    | 7 tháng 12 năm 1999  | Socorro                            | LINEAR                                                 |
| 13852 Ford          | 1999 XM96    | 7 tháng 12 năm 1999  | Socorro                            | LINEAR                                                 |
| 13853 Jenniferfritz | 1999 XR96    | 7 tháng 12 năm 1999  | Socorro                            | LINEAR                                                 |
| 13854 -             | 1999 XX104   | 10 tháng 12 năm 1999 | Oizumi                             | T. Kobayashi                                           |
| 13855 -             | 1999 XX105   | 11 tháng 12 năm 1999 | Oizumi                             | T. Kobayashi                                           |
| 13856 -             | 1999 XZ105   | 11 tháng 12 năm 1999 | Oizumi                             | T. Kobayashi                                           |
| 13857 -             | 1999 XE109   | 4 tháng 12 năm 1999  | Catalina                           | CSS                                                    |
| 13858 -             | 1999 XT110   | 5 tháng 12 năm 1999  | Catalina                           | CSS                                                    |
| 13859 Fredtreasure  | 1999 XQ136   | 13 tháng 12 năm 1999 | Fountain Hills                     | C. W. Juels                                            |
| 13860 Neely         | 1999 XH143   | 15 tháng 12 năm 1999 | Fountain Hills                     | C. W. Juels                                            |
| 13861 -             | 1999 XE157   | 8 tháng 12 năm 1999  | Socorro                            | LINEAR                                                 |
| 13862 -             | 1999 XT160   | 8 tháng 12 năm 1999  | Socorro                            | LINEAR                                                 |
| 13863 -             | 1999 XE166   | 10 tháng 12 năm 1999 | Socorro                            | LINEAR                                                 |
| 13864 -             | 1999 XU166   | 10 tháng 12 năm 1999 | Socorro                            | LINEAR                                                 |
| 13865 -             | 1999 XA170   | 10 tháng 12 năm 1999 | Socorro                            | LINEAR                                                 |
| 13866 -             | 1999 XS174   | 10 tháng 12 năm 1999 | Socorro                            | LINEAR                                                 |
| 13867 -             | 1999 XR182   | 12 tháng 12 năm 1999 | Socorro                            | LINEAR                                                 |
| 13868 Catalonia     | 1999 YZ8     | 29 tháng 12 năm 1999 | Piera                              | J. Guarro                                              |
| 13869 Fruge         | 2000 AR194   | 8 tháng 1 năm 2000   | Socorro                            | LINEAR                                                 |
| 13870 -             | 2158 P-L     | 24 tháng 9 năm 1960  | Palomar                            | C. J. van Houten, I. van Houten-Groeneveld, T. Gehrels |
| 13871 -             | 2635 P-L     | 24 tháng 9 năm 1960  | Palomar                            | C. J. van Houten, I. van Houten-Groeneveld, T. Gehrels |
| 13872 -             | 2649 P-L     | 24 tháng 9 năm 1960  | Palomar                            | C. J. van Houten, I. van Houten-Groeneveld, T. Gehrels |
| 13873 -             | 2657 P-L     | 24 tháng 9 năm 1960  | Palomar                            | C. J. van Houten, I. van Houten-Groeneveld, T. Gehrels |
| 13874 -             | 3013 P-L     | 24 tháng 9 năm 1960  | Palomar                            | C. J. van Houten, I. van Houten-Groeneveld, T. Gehrels |
| 13875 -             | 4525 P-L     | 24 tháng 9 năm 1960  | Palomar                            | C. J. van Houten, I. van Houten-Groeneveld, T. Gehrels |
| 13876 -             | 4625 P-L     | 24 tháng 9 năm 1960  | Palomar                            | C. J. van Houten, I. van Houten-Groeneveld, T. Gehrels |
| 13877 -             | 6063 P-L     | 24 tháng 9 năm 1960  | Palomar                            | C. J. van Houten, I. van Houten-Groeneveld, T. Gehrels |
| 13878 -             | 6106 P-L     | 24 tháng 9 năm 1960  | Palomar                            | C. J. van Houten, I. van Houten-Groeneveld, T. Gehrels |
| 13879 -             | 6328 P-L     | 24 tháng 9 năm 1960  | Palomar                            | C. J. van Houten, I. van Houten-Groeneveld, T. Gehrels |
| 13880 -             | 6607 P-L     | 24 tháng 9 năm 1960  | Palomar                            | C. J. van Houten, I. van Houten-Groeneveld, T. Gehrels |
| 13881 -             | 6625 P-L     | 24 tháng 9 năm 1960  | Palomar                            | C. J. van Houten, I. van Houten-Groeneveld, T. Gehrels |
| 13882 -             | 6637 P-L     | 24 tháng 9 năm 1960  | Palomar                            | C. J. van Houten, I. van Houten-Groeneveld, T. Gehrels |
| 13883 -             | 7066 P-L     | 17 tháng 10 năm 1960 | Palomar                            | C. J. van Houten, I. van Houten-Groeneveld, T. Gehrels |
| 13884 -             | 1064 T-1     | 25 tháng 3 năm 1971  | Palomar                            | C. J. van Houten, I. van Houten-Groeneveld, T. Gehrels |
| 13885 -             | 2104 T-1     | 25 tháng 3 năm 1971  | Palomar                            | C. J. van Houten, I. van Houten-Groeneveld, T. Gehrels |
| 13886 -             | 2312 T-1     | 25 tháng 3 năm 1971  | Palomar                            | C. J. van Houten, I. van Houten-Groeneveld, T. Gehrels |
| 13887 -             | 3041 T-1     | 26 tháng 3 năm 1971  | Palomar                            | C. J. van Houten, I. van Houten-Groeneveld, T. Gehrels |
| 13888 -             | 3290 T-1     | 26 tháng 3 năm 1971  | Palomar                            | C. J. van Houten, I. van Houten-Groeneveld, T. Gehrels |
| 13889 -             | 4206 T-1     | 26 tháng 3 năm 1971  | Palomar                            | C. J. van Houten, I. van Houten-Groeneveld, T. Gehrels |
| 13890 -             | 1186 T-2     | 29 tháng 9 năm 1973  | Palomar                            | C. J. van Houten, I. van Houten-Groeneveld, T. Gehrels |
| 13891 -             | 1237 T-2     | 29 tháng 9 năm 1973  | Palomar                            | C. J. van Houten, I. van Houten-Groeneveld, T. Gehrels |
| 13892 -             | 1266 T-2     | 29 tháng 9 năm 1973  | Palomar                            | C. J. van Houten, I. van Houten-Groeneveld, T. Gehrels |
| 13893 -             | 1296 T-2     | 29 tháng 9 năm 1973  | Palomar                            | C. J. van Houten, I. van Houten-Groeneveld, T. Gehrels |
| 13894 -             | 2039 T-2     | 29 tháng 9 năm 1973  | Palomar                            | C. J. van Houten, I. van Houten-Groeneveld, T. Gehrels |
| 13895 -             | 2168 T-2     | 29 tháng 9 năm 1973  | Palomar                            | C. J. van Houten, I. van Houten-Groeneveld, T. Gehrels |
| 13896 -             | 3310 T-2     | 30 tháng 9 năm 1973  | Palomar                            | C. J. van Houten, I. van Houten-Groeneveld, T. Gehrels |
| 13897 Vesuvius      | 4216 T-2     | 29 tháng 9 năm 1973  | Palomar                            | C. J. van Houten, I. van Houten-Groeneveld, T. Gehrels |
| 13898 -             | 4834 T-2     | 25 tháng 9 năm 1973  | Palomar                            | C. J. van Houten, I. van Houten-Groeneveld, T. Gehrels |
| 13899 -             | 5036 T-2     | 25 tháng 9 năm 1973  | Palomar                            | C. J. van Houten, I. van Houten-Groeneveld, T. Gehrels |
| 13900 -             | 5211 T-2     | 25 tháng 9 năm 1973  | Palomar                            | C. J. van Houten, I. van Houten-Groeneveld, T. Gehrels |